# Heckler & Koch G36
Heckler & Koch G36 là loại súng trường tấn công do Heckler & Koch tại Đức thiết kế đầu những năm 1990 sử dụng loại đạn 5.56×45mm để thay thế cho khẩu Heckler & Koch G3 sử dụng loại đạn 7.62×51mm. Loại súng này đã được thông qua và đưa vào phục vụ trong lực lượng quân đội Đức từ năm 1997 để thay thế cho khẩu G3. G36 cũng được dùng để xuất khẩu cho các nước khác.

## Phát triển
Việc bắt tay vào chế tạo một loại súng để thay thế cho khẩu Heckler & Koch G3 đã được Đức tiến hành vào nửa cuối những năm 1970. Mẫu đề nghị đầu là khẩu Heckler & Koch G11 sử dụng loại đạn không có vỏ 4.73mm. Khẩu súng này đã được dự đoán là sẽ thay thế G3 do đó tất cả các thiết kế sử dụng loại đạn 5.56×45mm đều bị tạm dừng phát triển tiếp. Heckler & Koch khi đó không còn lý do để theo đuổi thiết kế vũ khí mới sử dụng loại đạn 5.56×45mm nên đã hướng sang phát triển các mẫu súng dùng để xuất khẩu như HK33 và HK G41. Tuy nhiên chương trình của G11 đã bị đột ngột dừng lại hoàn toàn vì lực lượng quân đội Đức tiến hành cắt giảm chi phí vì hai miền của Đức đã thống nhất cũng như vấn đề tản nhiệt của khẩu súng vẫn chưa khắc phục được.
Khi nhu cầu về một loại súng trường trang bị đại trà cho quân đội sử dụng loại đạn tiêu chuẩn 5.56×45mm của NATO tăng lên trong quân đội Đức thì Heckler & Koch đã đề nghị sử dụng loại súng G41 nhưng đã bị bác bỏ. Một chương trình phát triển mới mang tên HK50 đã được tiến hành và mẫu đầu tiên được giới thiệu cho quân đội Đức và bắt đầu thử nghiệm vào năm 1995 và sau đó được đưa vào biên chế năm 1997. Nhưng tại chiến trường Afghanistan, G36 đã bộc lộ khiếm khuyết của mình với độ chính xác khi nhiệt độ lên quá cao trong điều kiện thời tiết nóng hay bắn quá nhiều. Súng bị đánh giá là không thích hợp với điều kiện tác chiến liên tục vì nếu súng bắn quá lâu thì sức nóng làm độ chính xác của súng giảm xuống dưới 200 m.

## Thiết kế
G36 sử dụng cơ chế nạp đạn bằng khí nén với hệ thống trích khí ngắn, pít ton nối gián tiếp với khóa nòng thông qua thanh truyền động nằm trong một lò xo, pít ton này sẽ xả lượng khí trích hướng về phía trước chứ không hướng về phía xạ thủ. khóa nòng xoay của khẩu súng có 7 móc khóa viên đạn cố định vào khoang chứa đạn. Nòng súng của G36 được thiết kế dưới dạng gắn tự do (không tiếp xúc với bất kì bộ phận nào khác của súng ngoài khoang chứa đạn và bộ phận trích khí) và được mạ crôm để hạn chế việc bị ăn mòn. Nút kéo lên đạn nằm phía trên thân súng dưới hệ thống nhắm khi cần sử dụng xạ thủ có thể chỉ nút kéo về bên trái hay bên phải để thuận tiện cho mình, khi không cần thiết nút kéo có thể kéo thẳng ra dọc theo thân súng cho đỡ vướng. Các vỏ đạn rỗng sẽ được nhả ra ngoài qua một khe phía bên phải.
Nút chọn chế độ bắn được đặt ở cả hai bên súng nằm sau cò súng. Súng có ba chế độ là "S" là khóa an toàn, "E" bắn từng viên và "F" bắn tự động. Khi khóa an toàn thì cò súng sẽ được khóa giữ cố định không cho di chuyển.
Tay cầm và hầu hết những chi tiết bọc ngoài của khẩu súng được làm bằng bằng vật liệu nhựa tổng hợp cao phân tử và chịu lực cao để giảm trọng lượng, thép được gia cố vào ở những nơi cần thiết. Tay cầm cò súng có sáu rãnh để có thể dễ dàng cầm nắm hơn. Tất cả các chi tiết của khẩu súng đều được gắn với nhau bởi các đinh ghim vì thế có thể tháo rời và ráp lại khẩu súng mà không cần đến công cụ. Báng súng được làm dạng khung có thể gấp lại để tiết kiệm không gian khi di chuyển, phần cuối báng súng có khoang trống để chứa các dụng cụ làm sạch. G36 có thể gắn chân chống chữ V để việc tác chiến được thuận tiện hơn hoặc có thể gắn ống phóng lựu 40 mm AG36.
G36 sử dụng loại đạn 5.56×45mm tiêu chuẩn của NATO. Hộp đạn của G36 làm bằng nhựa chịu lực và được thiết kế để có gắn cùng nhau mà không cần dụng cụ hỗ trợ. Ngoài ra một loại hộp đạn tròn kép cũng được chế tạo với sức chứa là 100 viên. Súng có thể gắn thêm các linh kiện hỗ trợ như bộ phận chống chớp sáng hay bộ phận hội tụ khí nén để dùng cho lựu đạn phóng từ nòng súng. Súng có thể lắp thêm lưỡi lê một cách nhanh chóng để cận chiến.

## Chế tạo
Lực lượng quân đội Đức đã đặt hàng khoảng 33.000 khẩu và có thể đặt thêm 17.000 khẩu. Các lô hàng đã được giao từ quý ba năm 1997. Vào tháng 7 năm 1998 thì Tây Ban Nha đã tuyên bố G36 sẽ là loại súng trường tiêu chuẩn cho quân đội nước này thay thế cho khẩu CETME Model L và đã mua bản quyền để chế tạo loại súng này tại Tây Ban Nha việc giao hàng cho quân đội đã được tiến hành từ cuối năm 1999. Ả Rập Xê Út cũng đã mua bản quyền để chế tạo loại súng này.

## Các biến thể

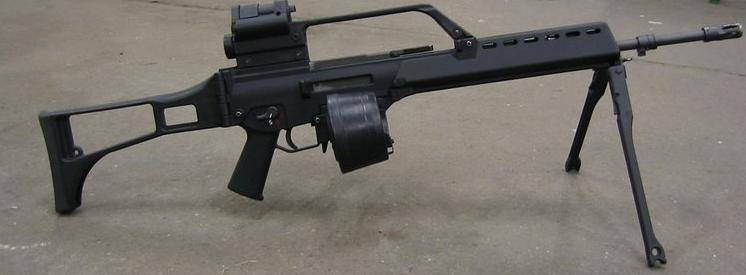
HK G36 với hộp tiếp đạn tròn 100 viên và chân chống (lưu ý: đây không phải là MG36).

- G36V: Còn được biết đến như G36E, đây là mẫu dùng để xuất khẩu. nó có hệ thống nhắm là ống nhắm x1.5 hay x3 nhưng không có hệ thống nhắm phản xạ.
- MG36: Là loại LMG với một nòng nặng và khả năng tản nhiệt tốt hơn G36 để tránh việc bị nổ tung khi bắn nhiều.
- G36K: Mẫu carbine với nòng ngắn hơn G36 với các thanh răng để gắn các linh kiện hỗ trợ việc tác chiến chiến thuật, nhưng do nòng ngắn nên mẫu này không thể phóng lựu từ nòng súng hay gắn lưỡi lê. Có hai mẫu G36K, một là mẫu tích hợp ống nhắm x3 và một là mẫu chỉ có điểm ruồi và các thanh răng.
- G36KV: Là mẫu dùng để xuất khẩu của mẫu G36K với hệ thống nhắm của G36V.
- G36C: Mẫu phát triển từ mẫu G36K, mẫu này có nòng ngắn hơn cả mẫu G36K. Hệ thống trích khí được thiết kế lại để thích hợp với chiều dài của nòng. Hệ thống nhắm cơ bản của khẩu súng này là điểm ruồi nhưng có 4 thanh răng trên súng để gắn các loại linh kiện hỗ trợ.
- G36A2: Mẫu G36 nâng cấp. Hệ thống nhắm cơ bản của mẫu này là hệ thống nhắm điểm đỏ có thể gắn vào và tháo ra nhanh chóng. Mẫu này có ba thanh răng để gắn các loại linh kiện hỗ trợ.

## Các nước sử dụng
- Đức
- Ả Rập Xê Út
- Ba Lan
- Indonesia
- Bỉ
- Bồ Đào Nha
- Brazil
- Canada
- Croatia
- Gruzia
- Hồng Kông
- Iceland
- Hoa Kỳ
- Indonesia
- Jordan
- Kosovo
- Latvia
- Liban
- / Libya
- Lithuania
- Malaysia
- Mêhico
- Montenegro
- Na Uy
- Phần Lan
- Philippines
- Serbia
- Tây Ban Nha
- Thái Lan
- Thụy Điển
- Vương quốc Anh
- Úc
- Ý : Sử dụng trong Lực lượng GIS